# Amtsgericht Nienburg

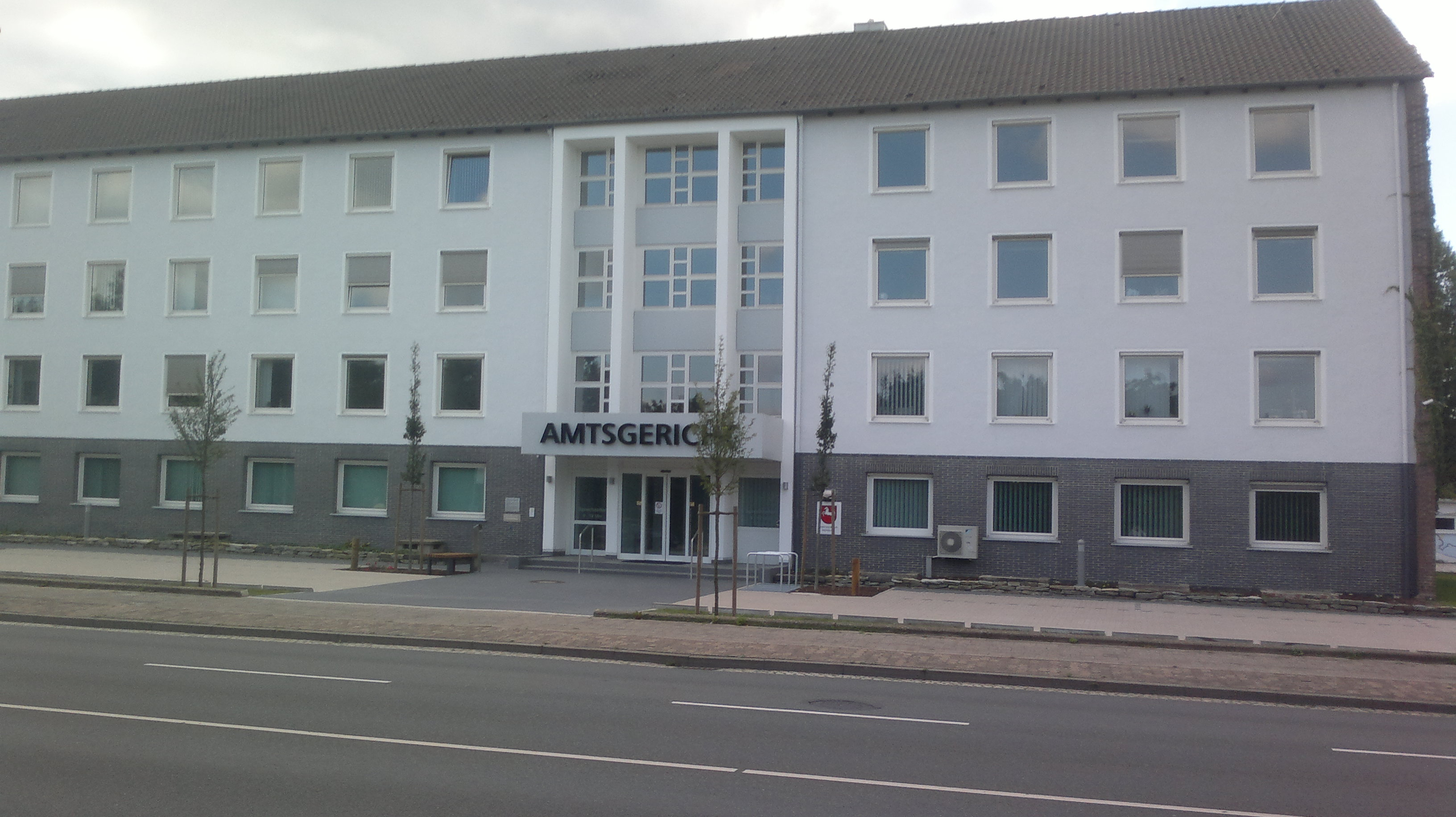
Heutiges Gebäude des Amtsgerichts

Das Amtsgericht Nienburg ist eines von zehn Amtsgerichten im Bezirk des Landgerichts Verden. 
Das Amtsgericht hat seinen Sitz in Nienburg/Weser in Niedersachsen. Bis November 2010 gab es eine Nebenstelle in Hoya. Die bisherige Zweigstelle ist am 15. November 2010 zusammen mit der bisher am Schloßplatz untergebrachten Hauptstelle in das ehemalige Kreiswehrersatzamt in Nienburg umgezogen.
Zuständig ist das Amtsgericht Nienburg für den nördlichen Teil des Landkreises Nienburg/Weser. Ihm ist das Landgericht Verden übergeordnet. Zuständiges Oberlandesgericht ist das Oberlandesgericht Celle.

## Geschichte
Nach der Revolution von 1848 wurde im Königreich Hannover die Rechtsprechung von der Verwaltung getrennt und die Patrimonialgerichtsbarkeit abgeschafft.
Das Amtsgericht wurde daraufhin mit der Verordnung vom 7. August 1852 die Bildung der Amtsgerichte und unteren Verwaltungsbehörden betreffend als königlich hannoversches Amtsgericht gegründet. 
Es umfasste das Amt Nienburg und Stadt Nienburg.
Das Amtsgericht war dem Obergericht Nienburg untergeordnet. Im Jahre 1859 wurde das Amtsgericht Wölpe aufgehoben und sein Gerichtsbezirk dem des Amtsgerichtes Nienburg zugeordnet.
Mit der Annexion Hannovers durch Preußen wurde es zu einem preußischen Amtsgericht in der Provinz Hannover. Das Amtsgericht war 1852 bis 1879 auch Weserzollgericht. 
Seit 2005 ist das Amtsgericht Walsrode für die Führung des Handels-, des Genossenschafts- und des Vereinsregisters im Landgerichtsbezirk Verden ausschließlich zuständig. Das Partnerschaftsregister wird seit dem 1. August 2005 zentral bei dem Amtsgericht Hannover geführt. Für Insolvenzverfahren ist das Amtsgericht Syke zuständig.
Im Jahre 2010 wurde die Außenstelle Hoya aufgelöst.